# Limenitis monochroma
Limenitis monochroma är en fjärilsart som beskrevs av Gillmer 1909. Limenitis monochroma ingår i släktet Limenitis och familjen praktfjärilar. Inga underarter finns listade i Catalogue of Life.